# Untamed (kolejka górska)
Untamed (2000-2018: Robin Hood) – hybrydowa kolejka górska otwarta 1 lipca 2019 roku w parku Walibi Holland w Holandii, powstała w wyniku przebudowy drewnianej kolejki górskiej Robin Hood (2000-2018) przez amerykańskie przedsiębiorstwo Rocky Mountain Construction przy zastosowaniu technologii budowy całkowicie stalowego toru I-Box Track. Jedna z dwóch kolejek górskich tego typu w Europie, obok kolejki górskiej Zadra w parku Energylandia w Polsce.

## Historia
W 2000 roku park otworzył drewnianą kolejkę górską Robin Hood wybudowaną przez holenderską firmę Vekoma.
6 lutego 2018 park poinformował, że kolejka zostanie zamknięta po zakończeniu sezonu 2018 w celu przebudowy przez RMC na całkowicie nowy roller coaster.
W połowie października 2018 roku rozpoczęły się przygotowania do przebudowy.
28 października 2018 roku stara kolejka Robin Hood obsłużyła ostatnich pasażerów.
30 października 2018 roku park ogłosił nową nazwę kolejki – Untamed. Otwarcie zaplanowano na 1 lipca 2019 roku.
Do końca 2018 roku usunięte zostały wszystkie elementy starej kolejki, które nie zostaną wykorzystane przy budowie nowej konstrukcji.
14 lutego 2019 roku zainstalowany został najwyżej położony fragment toru.
6 kwietnia 2019 roku, w dniu rozpoczęcia kolejnego sezonu, park przeprowadził ceremonię odsłonięcia nowego pociągu oraz otworzył nową strefę tematyczną.
W pierwszej połowie maja 2019 roku pierwszy nowy pociąg został umieszczony na torach kolejki.
16 maja 2019 roku na swoje miejsce trafił ostatni fragment toru kolejki.
3 czerwca 2019 roku przeprowadzono pierwszy przejazd testowy.
1 lipca 2019 roku kolejka została otwarta dla gości parku.
8 sierpnia 2019 roku roller coaster został tymczasowo zamknięty z powodu problemów technicznych związanych ze starymi podporami kolejki, pochodzącymi z roller coastera Robin Hood.

## Opis przejazdu
Pociąg opuszcza stację, skręca o 180° w lewo z wychyleniem toru na zewnątrz łuku i wjeżdża powoli na główne wzniesienie o wysokości 36,5 m, z którego zjeżdża o 35,4 m w dół. Następnie pociąg pokonuje bardzo niskie wzniesienie z przeciążeniami ujemnymi (airtime) oraz podwójną inwersję o nazwie 270° double corner stall (rodzaj wzniesienia połączonego ze skrętem o 90° w lewo oraz inwersją o 270° w lewo i powrotem do pozycji wyjściowej w przeciwnym kierunku), po czym pokonuje w dwóch etapach wzniesienie (double up), zawraca o 180° w lewo i pokonuje dwa wzniesienia, z których drugie pochylone jest w lewo na szczycie. Następnie pociąg pokonuje inwersję step-up under flip, polegającą na wjeździe na wzniesienie z jednoczesnym obrotem o 270° w prawo i zjeździe po łuku o 180° w lewo, po czym wjeżdża i zjeżdża ze wzniesienia w dwóch etapach (double up / double down) i pokonuje czwartą inwersję – 140° stall – polegającą na obrocie o 140° w lewo i powrocie w przeciwnym kierunku, po czym zawraca o 180° w prawo, pokonuje serię 4 niskich wzniesień, beczkę oraz ostatnie niskie wzniesienie, zostaje wyhamowany i wraca na stację.

## Problemy techniczne
Od otwarcia w lipcu 2019 roku kolejka Untamed notowała liczne przestoje związane z problemami technicznymi m.in. z podporami, hamulcami oraz obluzowującymi się elementami siedzisk. 
8 sierpnia 2019 roku kolejka Untamed została zamknięta ze względu na konieczność przeprowadzenia prac konserwacyjnych. Kontrola techniczna wykazała problemy z integralnością struktury drewnianych podpór będących pozostałością po starej kolejce Robin Hood. 

## Nagrody i miejsce w rankingach
Roller coaster Untamed zajął 1. miejsce w rankingu European Star Award dziesięciu najlepszych nowych kolejek górskich otwartych w Europie w 2019 roku.
Untamed otrzymał w 2020 roku nagrodę FKF-Award przyznawaną przez największy niemiecki klub miłośników parków rozrywki Freundeskreis Kirmes und Freizeitparks.
Untamed trafił w 2024 roku do rankingu 50 najlepszych stalowych kolejek górskich Golden Ticket Awards.
| Golden Ticket Awards – Top 50 stalowych kolejek górskich | Golden Ticket Awards – Top 50 stalowych kolejek górskich | Golden Ticket Awards – Top 50 stalowych kolejek górskich | Golden Ticket Awards – Top 50 stalowych kolejek górskich | Golden Ticket Awards – Top 50 stalowych kolejek górskich | Golden Ticket Awards – Top 50 stalowych kolejek górskich |
| -------------------------------------------------------- | -------------------------------------------------------- | -------------------------------------------------------- | -------------------------------------------------------- | -------------------------------------------------------- | -------------------------------------------------------- |
| 2019                                                     | 2020                                                     | 2021                                                     | 2022                                                     | 2023                                                     | 2024                                                     |
| –                                                        | ×                                                        | –                                                        | –                                                        | –                                                        | 42                                                       |